# Парахневич Віталій Валерійович
Віталій Валерійович Парахневич (нар. 4 травня 1969, Донецьк, Українська РСР, СРСР) — радянський, український і таджицький футболіст. Майстер спорту України (1993), майстер спорту Росії (1995). Нині — тренер. Тренер CFC Bratslav. Тренер Juventus Lloret

## Спортивна кар'єра
Народився у Донецьку та ще у ранньому віці захопився, як всі дітлахи тих часів, футболом. Вихованець ДЮСШ (дитячо-юнацької спортивної школи) «Шахтар». Пройшов всі етапи підготовки футболіста під наглядом свого тренера, видатного гравця «Шахтаря» — Петра Пономаренка.
У 1988 році його призвали на військову службу. З 1988 року розпочав свої професійні виступи у армійських командах СКА (Одеса) та «Тигина» (Тирасполь), що виступали у Другій лізі чемпіонату СРСР. Пізніше, мав період виступів за «Ниву» (Тернопіль), вже у чемпіонаті незалежної України.
Вдалі виступи Парахневича були помічені тренерським штабом одеського «Чорноморця», куди його запросили з одеського СКА. З «моряками» він здобув перші свої нагороди в чемпіонаті та Кубку України. В 1995 році він відгукнувся на запрошення московського «Локомотива», де тренером працював Юрій Сьомін, але в Москві його не влаштовувала нестача ігрової практики. Згодом російський клуб за 150 тисяч доларів продав нападника в «Чонбук Хьонде Моторс», де він себе вдало проявив і через три роки за 300 тисяч доларів його трансфер викупив чемпіон Південної Кореї «Сувон Самсунг Блювінгз». За час виступів у Південній Кореї здобув багато різноманітних командних титулів та визнання справжнього майстра шкіряного м'яча.
Під час виступів в Південній Кореї Парахневич випадково зіграв один товариський матч за збірну Таджикистану. 24 серпня 1997 року в місті Тегу збірна Південної Кореї повинна була зіграти матч проти збірної Таджикистану. З 16-ти таджицьких футболістів в країну було допущено дванадцять. Тому тренер збірної Таджикистану Зоір Бабаєв залучив до збірної декілька гравців вихідців з колишнього СРСР, які тоді грали в чемпіонаті Південної Кореї. Саме тоді Парахневич грав за корейський клуб «Чонбук Хьонде Моторс» та зголосився на цю пропозицію, вийшовши на 53-й хвилині матчу проти збірної Південної Кореї.
Після повернення в Україну в 2003 році провів декілька зустрічей у складі першої та другої команд одеського «Чорноморця». В 2004 році завершив свої виступи в футболі в команді Другої ліги «Дністер» (Овідіополь).
У 2011 році працював помічником головного тренера в команді Вищої ліги Молдови «Ністру» (Атаки).

## Титули та досягнення
- Чемпіон Південної Кореї (2): 1998, 1999
- Володар Кубка України: 1994
- Володар Кубка Південної Кореї: 1999
- Володар Суперкубка Південної Кореї: 1999, 2000
- Срібний призер чемпіонату України: 1995
- Срібний призер чемпіонату Росії: 1995
- Бронзовий призер чемпіонату України (2): 1993, 1994

## Виноски
1. ↑  Ювентус давав за Заварова 3 мільйони, Лобановський просив 6. Перші трансфери українців і погана аура Блохіна
2. ↑  И себе талантов вырастим, и соседям